# Leichtathletik-Europameisterschaften 1998/4 × 400 m der Männer

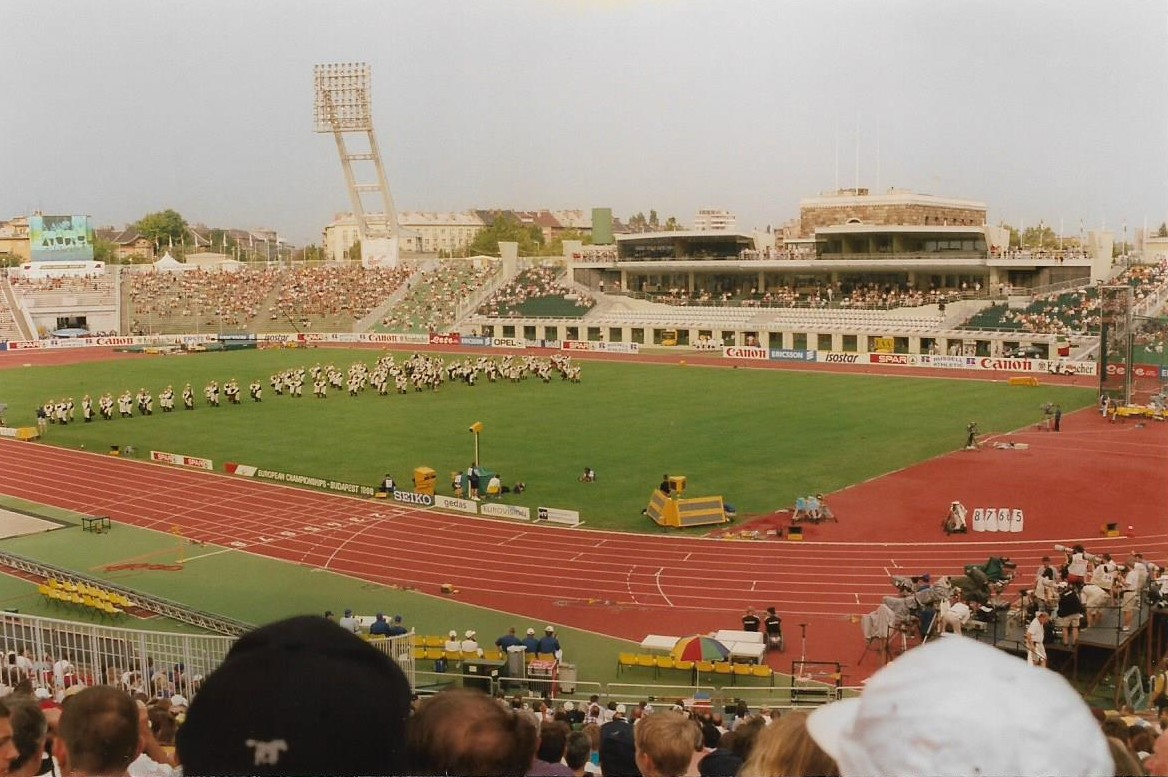
Das Népstadion von Budapest im Jahr 1998

Die 4-mal-400-Meter-Staffel der Männer bei den Leichtathletik-Europameisterschaften 1998 wurde am 22. und 23. August 1998 im Népstadion der ungarischen Hauptstadt Budapest ausgetragen.
Europameister wurde Großbritannien in der Besetzung Mark Hylton, Jamie Baulch, Iwan Thomas (Finale) und Mark Richardson (Finale) sowie den im Vorlauf außerdem eingesetzten Sean Baldock und Solomon Wariso.
Den zweiten Platz belegte Polen mit Piotr Rysiukiewicz, Tomasz Czubak (Finale), Piotr Haczek und Robert Maćkowiak (Finale) sowie den im Vorlauf außerdem eingesetzten Piotr Długosielski und Jacek Bocian.
Bronze ging an Spanien (Antonio Andrés, Juan Trull, Alberto Martínez, David Canal).
Auch die nur im Vorlauf eingesetzten Läufer erhielten entsprechendes Edelmetall.

## Bestehende Rekorde
| Weltrekord           | 2:54,29 min | USA (Andrew Valmon, Quincy Watts, Harry Reynolds, Michael Johnson)       | WM Stuttgart, Deutschland | 22. August 1993   |
| Europarekord         | 2:56,60 min | Großbritannien (Iwan Thomas, Jamie Baulch, Mark Richardson, Roger Black) | OS Atlanta, USA           | 3. August 1996    |
| Meisterschaftsrekord | 2:58,22 min | Großbritannien (Paul Sanders, Kriss Akabusi, John Regis und Roger Black) | EM Split, Jugoslawien     | 1. September 1990 |

Der bestehende EM-Rekord wurde bei diesen Europameisterschaften nicht erreicht. Die schnellste Zeit erzielte Europameister Großbritannien im Finale mit 2:58,68 min, womit das Quartett 46 Hundertstelsekunden über dem Rekord blieb. Zum Europarekord fehlten 2,08 s, zum Weltrekord 4,39 s.

## Legende
Kurze Übersicht zur Bedeutung der Symbolik – so üblicherweise auch in sonstigen Veröffentlichungen verwendet:
| DNF | Wettkampf nicht beendet (did not finish) |
| DSQ | disqualifiziert                          |

## Vorrunde
22. August 1998
Die Vorrunde wurde in zwei Läufen durchgeführt. Die ersten drei Staffeln pro Lauf – hellblau unterlegt – sowie die darüber hinaus zwei zeitschnellsten Teams – hellgrün unterlegt – qualifizierten sich für das Finale.

### Vorlauf 1
| Platz | Staffel    | Besetzung                                                                 | Zeit (min) |
| ----- | ---------- | ------------------------------------------------------------------------- | ---------- |
| 1     | Polen      | Piotr Długosielski (Vorlauf) Jacek Bocian Piotr Rysiukiewicz Piotr Haczek | 3:03,59    |
| 2     | Schweiz    | Laurent Clerc Kevin Widmer Alain Rohr Mathias Rusterholz                  | 3:05,11    |
| 3     | Frankreich | Pierre-Marie Hilaire Fred Mango Marc Raquil (Vorlauf) Marc Foucan         | 3:06,09    |
| 4     | Slowenien  | Matija Šestak Miro Kocuvan Damjan Zlatnar Bostjan Horvat                  | 3:07,78    |
| DNF   | Russland   | Innokenti Scharow Boris Gorban Wladislaw Schirjajew Dmitri Golowastow     |            |
| DSQ   | Ungarn     | Zsolt Szeglet Péter Nyilasi Zétény Dombi Tibor Bédi                       |            |

### Vorlauf 2
| Platz | Staffel        | Besetzung                                                                    | Zeit (min) |
| ----- | -------------- | ---------------------------------------------------------------------------- | ---------- |
| 1     | Großbritannien | Mark Hylton Sean Baldock (Vorlauf) Solomon Wariso (Vorlauf) Jamie Baulch     | 3:02,37    |
| 2     | Italien        | Walter Pirovano Marco Vaccari Andrea Nuti Ashraf Saber                       | 3:04,64    |
| 3     | Deutschland    | Stefan Letzelter Klaus Ehrnsperger Thomas Goller Jens Dautzenberg            | 3:04,84    |
| 4     | Spanien        | Juan Trull Antonio Andrés Alberto Martínez David Canal                       | 3:05,63    |
| 5     | Tschechien     | Jan Poděbradský Jan Stejfa Karel Bláha Jiří Mužík                            | 3:05,88    |
| 6     | Griechenland   | Stilianós Dimótsios Panayiótis Sarrís Periklís Iakovákis Konstadínos Kedéris | 3:06,48    |

## Finale
23. August 1998
| Platz | Staffel        | Besetzung | Zeit (min) |
| ----- | -------------- | --- | ---------- |
| 1     | Großbritannien | Mark Hylton Jamie Baulch Iwan Thomas (Finale) Mark Richardson (Finale) im Vorlauf außerdem: Sean Baldock Solomon Wariso               | 2:58,68    |
| 2     | Polen          | Piotr Rysiukiewicz Tomasz Czubak (Finale) Piotr Haczek Robert Maćkowiak (Finale) im Vorlauf außerdem: Piotr Długosielski Jacek Bocian | 2:58,88    |
| 3     | Spanien        | Antonio Andrés Juan Trull Alberto Martínez David Canal                                                                                | 3:02,47    |
| 4     | Italien        | Walter Pirovano Marco Vaccari Andrea Nuti Ashraf Saber                                                                                | 3:02,48    |
| 5     | Schweiz        | Laurent Clerc Kevin Widmer Alain Rohr Mathias Rusterholz                                                                              | 3:02,91    |
| 6     | Deutschland    | Stefan Letzelter Klaus Ehrnsperger Thomas Goller Jens Dautzenberg                                                                     | 3:03,19    |
| 7     | Tschechien     | Jan Poděbradský Jan Stejfa Karel Bláha Jiří Mužík                                                                                     | 3:04,37    |
| DSQ   | Frankreich     | Pierre-Marie Hilaire Marc Foucan Fred Mango Stéphane Diagana (Finale) im Vorlauf außerdem: Marc Raquil                                |            |

## Videolinks
- 4X400 Budapest 1998, youtube.com, abgerufen am 7. Januar 2023
- Men's 4x400m Relay European Champs Budapest 1998, youtube.com, abgerufen am 7. Januar 2023